# Adavinagenahalli, Madhugiri
Adavinagenahalli là một làng thuộc tehsil Madhugiri, huyện Tumkur, bang Karnataka, Ấn Độ.